# Fientje Moerman
Joséphine Rebecca Marie Julienne Bertha „Fientje” Moerman (ur. 19 października 1958 w Gandawie) – belgijska i flamandzka polityk oraz prawnik, była minister federalna i regionalna, parlamentarzystka.

## Życiorys
Ukończyła studia prawnicze na Uniwersytecie w Gandawie, specjalizowała się w prawie podatkowym i gospodarczym. Magisterium uzyskała w 1982 w Harvard Law School. Praktykowała w zawodzie prawnika w prywatnej kancelarii w Nowym Jorku i Brukseli, następnie w latach 1982–1984 była zatrudniona w piśmie „Standaard”. Później pełniła funkcję rzecznika prasowego frakcji liberalnej w Parlamencie Europejskim, a także doradcy m.in. byłego prezydenta Francji Valéry’ego Giscarda d’Estaing.
Zaangażowana w działalność flamandzkich partii liberalnych, PVV i następnie Flamandzcy Liberałowie i Demokraci. W latach 1988–1995 była radną Gandawy, następnie przez cztery lata zastępcą burmistrza tego miasta ds. edukacji. Od 1999 do 2003 sprawowała mandat posłanki do Izby Reprezentantów. Od lipca 2003 do lipca 2004 zajmowała stanowisko ministra gospodarki, energii, handlu zagranicznego i nauki w federalnym rządzie Guya Verhofstadta.
Zrezygnowała w związku z wyborami regionalnymi, po których została zastępcą ministra-prezydenta Flandrii oraz ministrem gospodarki, przedsiębiorczości, nauki, innowacji i handlu zagranicznego w rządzie regionalnym Yves’a Leterme. Zrezygnowała po niekorzystnym dla niej raporcie rzecznika praw obywatelskich dotyczącym zatrudniania przez nią ekspertów i stosowania przepisów o zamówieniach publicznych. Fientje Moerman pozostała aktywna w bieżącej polityce, w 2009 została wybrana w skład Parlamentu Flamandzkiego.